# Deling (Sekar)
Deling is een bestuurslaag in het regentschap Bojonegoro van de provincie Oost-Java, Indonesië. Deling telt 3659 inwoners (volkstelling 2010).